# Ан Ба Уль
Ан Ба Уль (кор. 안바울; род. 25 марта 1994) — корейский дзюдоист, чемпион мира, бронзовый и серебряный призёр олимпийских игр.

## Биография
В 2011 году на чемпионате мира для спортсменов не старше 20 лет (U20) стал серебряным призёром. В 2012 году занял третьем место на Европейском кубке (U20) в Праге. В 2013 году победил на Европейском кубке (U21) в Либереце и стал чемпионом мира среди спортсменов до 21 года. В 2014 году был третьим на командном чемпионате мира среди юниоров, серебряным призёром на турнире Гран-при в Чеджудо, и пятым на турнире Grand Slam Tokyo (последние два уже среди взрослых). В 2015 году был третьим на Гран-при Дюссельдорф, победил на открытом Кубке Европы в Варшаве, стал серебряным призёром чемпионата Азии, победителем Универсиады 2015 и в августе 2015 года завоевал звание чемпиона мира. В командных соревнованиях на чемпионате мира стал серебряным призёром. В 2015 году победил ещё на турнире Grand Slam Abu-Dhabi.
В 2016 году победил на Гран-при Дюссельдорф и на турнире World Masters в Гвадалахаре
Ехал на Олимпийские игры в ранге явного фаворита, первого номера мирового рейтинга. Выступал на Олимпийских играх 2016 года, в категории до 66 килограммов, где боролись 34 дзюдоиста. Спортсмены были разделены на 4 группы, из которых четыре дзюдоиста по результатам четвертьфиналов выходили в полуфиналы. Проигравшие в четвертьфинале встречались в «утешительных» схватках и затем с потерпевшими поражение в полуфиналах, и по этим результатам определялись бронзовые призёры.
Ан Ба Уль смог добраться до финала, но в финале встречался с открытием турнира итальянским дзюдокой Фабио Базиле, и уже на второй минуте встречи оказался на татами после передней подножки, проведённой итальянцем.
| Круг  | Соперник           | Действия                                                                                | Итог      | Соперник              | Действия                                                                      |
| ----- | ------------------ | --------------------------------------------------------------------------------------- | --------- | --------------------- | ----------------------------------------------------------------------------- |
| 1/16  | Ан Ба Уль (KOR)    | Сэойнагэ (3:09) — вадза ари Удэ-Хисиги-Дзюдзи-Гатамэ (4:33) — иппон                     | 110—0s2   | Жансай Смагулов (KAZ) | Уклонение от захвата (1:12) — сидо Срыв захвата (2:55) — сидо                 |
| 1/8   | Ан Ба Уль (KOR)    | Сэойнагэ (0:46) — вадза ари Пассивность (3:42) — сидо Содэ Цурикоми Госи (4:11) — иппон | 110s1—0s2 | Килиан Ле Блуш (FRA)  | Ложная атака (2:37) — сидо Пассивность (3:42) — сидо                          |
| 1/4   | Ан Ба Уль (KOR)    | Недозволенный захват сустава (0:37) — сидо Сэойнагэ (1:53) — вадза-ари                  | 010s1—0s2 | Ришод Собиров (UZB)   | Недозволенный захват сустава (0:37) — сидо Односторонний захват (0:59) — сидо |
| 1/2   | Ан Ба Уль (KOR)    | Неклассифицированный приём — юко (0:49) Пассивность (2:58) — сидо                       | 001s1—0s1 | Масаси Эбинума (JPN)  | Пассивность (4:32) — сидо                                                     |
| Финал | Фабио Базиле (ITA) | Сэой Отоси (1:24) — иппон                                                               | 100—000   | Ан Ба Уль (KOR)       | —                                                                             |